# Single Ladies
Single Ladies ist ein Song des Schweizer House-DJs Remady. Er wurde mit dem, ebenfalls aus der Schweiz stammenden, Sänger Manu-L und dem schwedischen Rapper J-Son aufgenommen. Single Ladies wurde in der Schweiz am 2. März und in Deutschland am 18. Mai 2012 als Download und Single veröffentlicht. Das Lied war die erste Single-Auskopplung und gleichzeitig als Ankündigung für das am 23. März 2012 erschienene Album The Original zu sehen und erreichte in der Schweiz die Chart-Spitze. Für das Lied bekam Remady, für über 60.000 verkaufter Einheiten, eine Doppelplatin-Schallplatte. Es ist bisher die erfolgreichste Single von allen drei Musikern.

## Musikvideo
Das offizielle Musikvideo wurde am 18. Mai 2012 auf dem offiziellen YouTube-Kanal des Plattenlabel Kontor Records hochgeladen. Es wurde am Valentinstag in einer Bar in London gedreht. Am Anfang des Videos ist Remady zu sehen, wie er in einer Disko diesen Song spielt. Beim ersten Refrain wird Manu-L hinter einem Vorhang gezeigt und macht die passenden Mundbewegungen zur Musik. Beim darauffolgenden "Rap-Part" wird J-Son zwischen mehreren weiblichen Tänzerinnen gezeigt. Am Ende stehen alle auf der Tanzfläche heben die Arme und gehen schwingend im Takt mit.

## Rezeption
Der Titel war im Juli 2012 nominiert als "Bester Song des Jahres" beim ESKA Musik Award in Polen.

## Mitwirkende
Single Ladies wurde von Thomas Troelsen, Remady, Ben Mühlethaler und J-Son geschrieben und komponiert. Remady produzierte den Track selbst. Er wurde über das Plattenlabel Kontor Records als Single veröffentlicht. Die Stimmen des Songs sind Manu-L und J-Son. Instrumental enthält er nur Synthesizerelemente, die von Remady stammen.

## Versionen & Remixe
1. Single Version – 3:45
2. Extended Mix – 5:29
3. Bodybangers Remix – 5:05
4. Dim Chris Remix – 6:32
5. Bruz Wayne Remix – 6:03

## Chartplatzierungen
Single Ladies konnte sich in der Schweizer Hitparade platzieren und erreichte dort für drei Wochen Platz eins. In den deutschen Singlecharts erreichte der Song Platz 41.
| ChartsChartplatzierungen | Höchstplatzierung | Wochen |
| ------------------------ | ----------------- | ------ |
| Deutschland (GfK)        | 41 (15 Wo.)       | 15     |
| Österreich (Ö3)          | 45 (6 Wo.)        | 6      |
| Schweiz (IFPI)           | 1 (33 Wo.)        | 33     |

## Auszeichnungen für Musikverkäufe
| Land/Region    | Auszeichnungen für Musikverkäufe (Land/Region, Auszeichnung, Verkäufe) | Verkäufe |
| -------------- | ---------------------------------------------------------------------- | -------- |
| Schweiz (IFPI) | 2× Platin                                                              | 60.000   |
| Insgesamt      | 2× Platin ·                                                            | 60.000   |